# テクノ大徳
株式会社テクノ大徳（テクノだいとく）は、かつて大阪府堺市に本社を置き、パチンコホールなどを運営していた日本の企業。

## 概要
1993年11月に設立。当初は岡山県にて不動産業を手掛けていたが、2004年7月に関連会社を吸収合併した事に伴い、パチンコホールの運営に業態転換。以降は堺市内にてパチンコホールである「エムズ本店&プレミアムライト店」「Passimo21」など複数店営業してした。。
2014年7月期は、同年1月に行った店舗買収の効果もあって約59億900万円の売上があった。しかし、パチスロ5号機問題、受動喫煙防止法の施行、同業他社の進出などにより業績が悪化。さらに追い打ちをかけるかののように、新型コロナウイルスの影響により、店舗の休業や時短営業を余儀なくされた。このため、テクノ大徳は2022年3月に所有不動産を売却した他、同年6月には「Passimo21」を閉店するなどして経営の立て直しを図ったが、2022年7月期の売上は約21億1400万円にまで落ち込んだ。さらに、過去に行った店舗改装や新台入替、台風被害等の費用などが嵩んだことも財務状況の悪化に拍車をかけ、債務超過にも陥った。
テクノ大徳は、取引金融機関に対して、借入返済のリスケジュールを要請するなどしたが、2023年5月8日に「エムズ本店&プレミアムライト店」を閉店したと同時に事業を停止し、大阪地方裁判所堺支部へ破産を申請。翌5月9日に破産手続開始決定を受けた。負債総額は約34億5300万円。

## 営業していた店舗
いずれも堺市に所在していた。
- エムズ本店&プレミアムライト店 - 本社と同居、2023年5月8日閉店。
- Passimo21 - 登記上の本店も同一、2022年6月閉店。